# Польская социал-демократическая партия Галиции и Силезии-Цешина

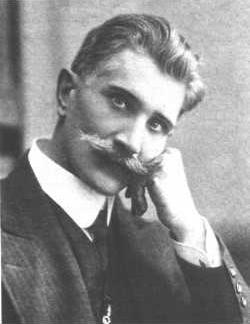
Лидер ПСДП, премьер-министр ПР Игнацы Дашинский

Польская социал-демократическая партия Галиции и Силезии-Цешина (пол. Polska Partia Socjalno-Demokratyczna Galicji i Śląska Cieszyńskiego), дo 1897 — Галицкая (или Галицийская) социал-демократическая партия, известна также как Социал-демократическая партия Галиции — легальная социалистическая партия, созданная в 1892 во Львове (тогда Лемберг).
Формально являлась региональной организацией Социал-демократической партии Австрии, хотя в действительности связана с нею было условно.
В 1919 объединилась с другими левыми партиями в единую Польскую социалистическую партию (ППС).

## История
Основана 7 ноября 1890 года на основе львовских газет «Praca» и «Robotnik» первоначально как «Рабочая партия» (или «Галицкая рабочая партия»). В 1891 году партия уже приняла участие во II съезде австрийской социал-демократическая партии, а также в работе социалистического конгресса Второго Интернационала в Брюсселе. На конгрессе была создана совместная польская делегация, состоящая из представителей трех движений.
31 января — 2 февраля 1892 года в Львове прошел I съезд социал-демократов Галиции, на котором присутствовало 48 делегатов. Партия получила название «Социал-демократической партии в Галиции», став таким образом региональной, а не общенациональная партия Австро-Венгрии.
На II съезде в марте 1893 года в соответствии с указаниями съезда австрийской Социал-демократической партии стала формироваться партийная структура. Был создан Агитационный комитет для работы в Западной Галиции (председатель наборщик Леон Мисёлек) и Восточной Галиции (председатель каменщик Корнель Желашкевич), а также 2 отдельных обособленных редакционных комитета.
Впервые галицкие социалисты приняли участие в парламентских выборах в 1891 года, агитируя за демократа Kaроля Леваковского. Самостоятельно же начали участвовать в выборах в 1897 года после государственной реформы, частично позволившей общедоступное голосование. Тогда были выставлены 7 кандидатур в Галиции и поддержаны 2 кандидата в Тешине-Силезии. В результате от партии в австрийский государственный совет вошли Игнацы Дашинский (лидер партии) и Ян Козакевич.
На V съезде Социал-демократической партии Галиции и Силезии-Цешина было принято решение после отделения от партии украинской организации создать польскую партию. В 1899 году была создана самостоятельная Украинская социал-демократическая партия. Основная польская партия в печатных изданиях стала именоваться «Польской социал-демократической партией» (ПСДП).
В австрийских выборах в государственный совет 1900 года ПСДП участвовала совместно с Украинской социал-демократической партией.
В 1905 году из состава ПСДП вышла Еврейская социал-демократическая партия, возглавляемая молодым марксистским теоретиком Генриком Гроссманом и занявшае позицию, близкую к Бунду в Российской империи.

## Цели партии
Конечной целью ПСДП было построение независимого социалистического польского государства. Партия стремилась улучшить экономическое положение рабочих и ввести социалистическую систему правления и отношений путём реформ. Содействовала повышению образования, боролась против клерикализма и консерватизма.
После 1904 года партия работала в тесном контакте с ППС. Во время революции 1905—1907 гг. организовывала акции солидарности. Содействовала формированию военной организации польского освободительного движения в Галиции. В 1912 году участвовала в создании Временной комиссии конфедерации сторонников независимости, и в 1914 году — Верховного национального комитета и Польских легионов.
В марте 1918 года ПСДП высказалась за создание независимого польского государства как парламентской демократии с широким социальным законодательством и земельной реформой. В октябре 1918 года партия участвовала в организации в Кракове польской ликвидационной комиссии по разграничению государственно-правовых отношений между Галицией и Австрией, а в ноябре этого же года принимала участие в Люблине по формированию Временного Народного правительства Польской Республики. При этом лидер партии Игнацы Дашинский стал премьер-министром.
Партия насчитывала около 15 тысяч членов (в основном рабочих и интеллигенции). В 1919 году численность ПСДП была уже около 35 тысяч человек. Партия оказывала содействие многим общественным, культурным, образовательным и профессиональным организациям.
В апреле 1919 года партия вместе с Польской социалистической партией — революционная фракция и Польской социалистической партией в Пруссии объединилась в Польскую социалистическую партию.
Печатные органы ПСДП: «Naprzód», «Robotnik Śląski», «Praca», «Ognisko».

## Ссылка
- Walentyna Najdus-Smolar, Polska Partia Socjalno-Demokratyczna Galicji i Sląska 1890—1919, Warszawa 1983, ISBN 83-01-04138-2